# Марија Принцип
Марија Нана Принцип (девојачко Мићић; 1860 – Грахово, 1945) је била мајка Гаврила Принципа.

## Биографија
Марија Мићић је рођена 1860. године. Удала се за Петра Пепа Принципа из Обљаја код Босанског Грахова. Родила је деветоро деце, а само је троје преживело - Јово (1887), Гаврило (1895) и Никола (1898).
Најстарији син Јово се почео бавити трговином и одселио у Хаџиће. Касније код њега долази и Гаврило, који је требало да упише официрску школу, али је он то одбио и потом отишао у Београд. Као припадник Младе Босне, извршио је атентат на аустроугарског надвојводу Франца Фердинанда, на Видовдан 28. јуна 1914. године у Сарајеву, што је Аустроугарска узела као формални повод за објаву рата Краљевини Србији, чиме је почео Први светски рат. Јово је тада одведен у заробљенички логор у Араду.
Најмлађи син Никола је студирао медицину у Грацу и радио као лекар у Чапљини. Годину дана уочи Другог светског рата, Марији је умро супруг Петар, а она је остала на породичном имању у Обљају. На почетку рата, усташе убијају Николу.
За време рата, пролазећи кроз Граховско поље, у родну кућу Гаврила Принципа у Обљају је свратио командант оперативних јединица Југословенске војске у Отаџбини у источној Босни и Херцеговини војвода мајор Петар Баћовић, како би се поклонио сенима српског јунака и поздравио његову мајку, а том приликом се и фотографисао са њом. Исто је учинио и мајор Милан Цвјетићанин.
Нешто касније, кроз Обљај пролазе и партизани, који у Принциповој кући проналазе фотографије његове мајке Марије Нане са Баћовићем и Цвјетићанином. То је био разлог да спале кућу. Марија је тада била приморана да избегне и оде код рођака, најпре у Книн, а затим у Грахово, где и умире 1945. године.
Сахрањена је на гробљу Мраморје у Босанском Грахову, заједно са мужем Пепом.